# 아이패드

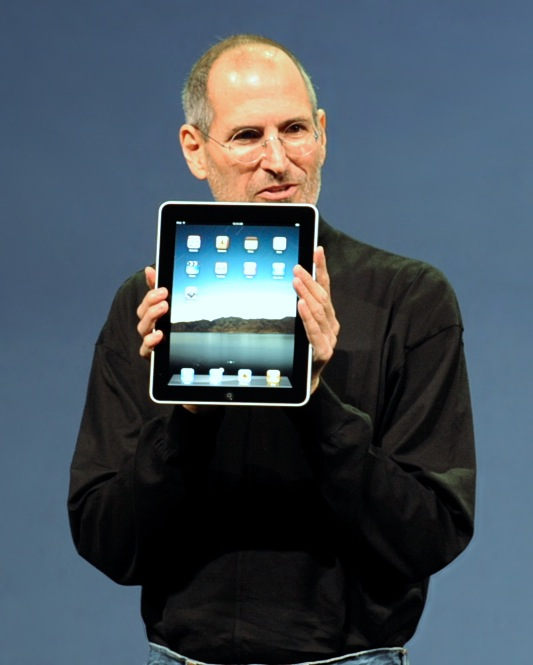
스티브 잡스가 2010년에 1세대 아이패드를 발표하고 있다.

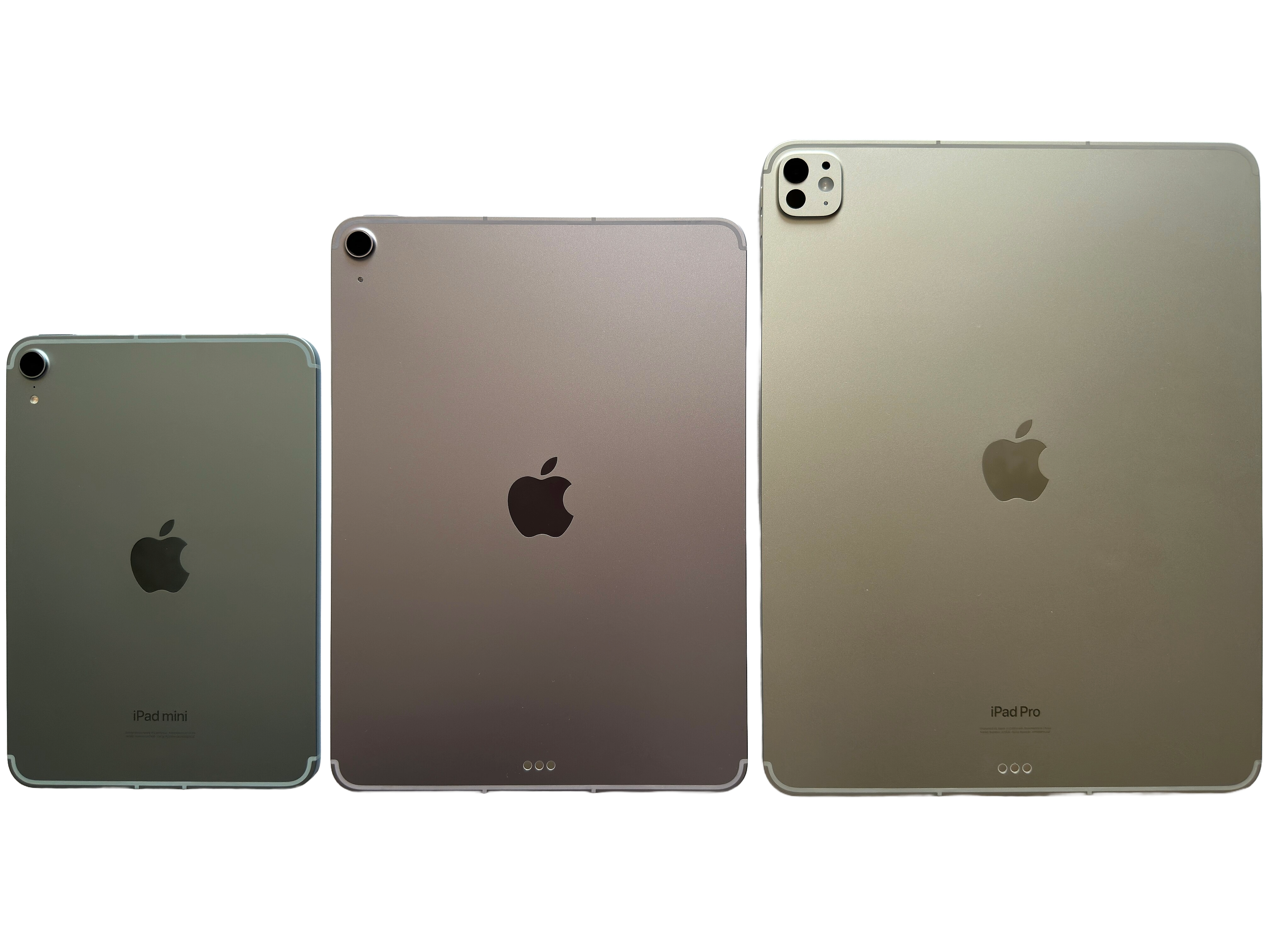
아이패드 미니, 아이패드 에어, 아이패드 프로 뒷면

아이패드(영어: iPad)는 애플이 개발하고 판매하는 태블릿 컴퓨터 브랜드이며, 애플의 모바일 운영체제인 iOS와 나중에는 iPadOS를 실행한다. 1세대 아이패드는 2010년 1월 27일에 공개되었다. 이후 아이패드 제품군은 더 작은 아이패드 미니, 더 가볍고 얇은 아이패드 에어, 그리고 플래그십 아이패드 프로 모델을 포함하도록 확장되었다. 2022년 기준으로 6억 7천만 대 이상의 아이패드가 판매되어, 애플은 태블릿 컴퓨터의 최대 판매자가 되었다. 그 인기 때문에 "아이패드"라는 용어는 때때로 태블릿 컴퓨터의 일반적인 이름으로 사용된다.
아이폰의 iOS 운영체제(OS)는 처음에는 아이패드에 사용되었지만, 2019년 9월에는 아이패드의 하드웨어를 더 잘 지원하고 태블릿의 큰 화면에 맞게 조정된 사용자 인터페이스를 갖춘 iOS의 파생형인 iPadOS로 OS가 변경되었다. 이후 iPadOS의 주요 버전이 매년 출시되었다. 아이패드의 앱 스토어는 애플리케이션 및 콘텐츠 승인의 적용을 받는다. 많은 구형 장치들은 이러한 제한을 우회하는 탈옥에 취약하다.
초기 아이패드는 소프트웨어 면에서 좋은 평가를 받았으며 2010년 가장 영향력 있는 발명품 중 하나로 인정받았다. 2021년 3분기 기준으로 아이패드는 태블릿 시장 점유율에서 34.6%를 차지했다. 개인적인 용도 외에도 아이패드는 비즈니스, 교육, 의료, 기술 분야에서 사용된다. 아이패드는 두 가지 연결성 변형이 있다. 하나는 와이파이만 있고, 다른 하나는 추가로 셀룰러 네트워크를 지원한다. 아이패드 액세서리에는 애플 펜슬, 스마트 케이스, 스마트 키보드, 스마트 키보드 폴리오, 매직 키보드, 그리고 여러 어댑터가 포함된다.

## 역사

### 배경

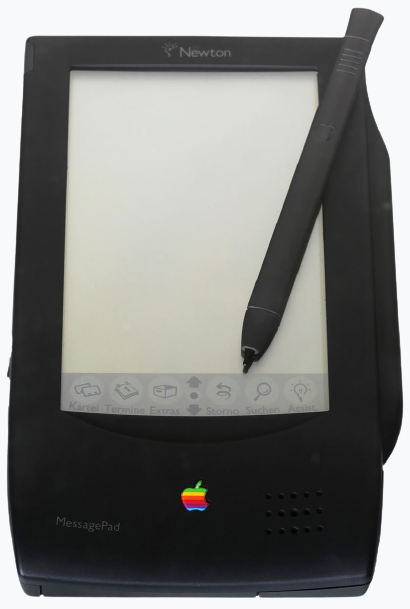
뉴턴 메시지패드, 1993년

애플의 공동 창업자이자 CEO인 스티브 잡스는 1983년 연설에서 이렇게 말했다: 
우리가 하고 싶은 것은 20분 만에 사용법을 배울 수 있고 가지고 다닐 수 있는 책에 믿을 수 없을 정도로 훌륭한 컴퓨터를 넣는 것이다. 그리고 우리는 정말로 라디오 링크를 넣어 어떤 것에도 연결할 필요 없이 이 모든 거대한 데이터베이스와 다른 컴퓨터들과 통신할 수 있도록 하고 싶다.
1993년, 애플은 태블릿 같은 PDA인 메시지패드를 개발했다. 애플의 최고경영자였던 존 스컬리가 개발을 주도했다. 메시지패드는 해독하기 어려운 필기 인식 기능 때문에 좋지 않은 평가를 받았고, 내부 권력 다툼 끝에 1998년 애플로 복귀한 잡스의 지시로 단종되었다. 애플은 또한 파워북 듀오 기반의 태블릿 컴퓨터를 시제품으로 만들었지만, 메시지패드 판매에 지장을 줄 것을 우려해 출시하지 않기로 결정했다.
2004년 5월, 애플은 유럽에서 휴대용 컴퓨터에 대한 디자인 상표 특허를 출원했는데, 이는 가상의 아이패드를 언급하며 2003년 애플과 제휴한 제조업체 콴타가 애플의 무선 디스플레이 주문을 유출했다는 보고서로 이어지는 새로운 추측을 시작했다. 2005년 5월, 애플은 남성이 태블릿 장치를 만지고 사용하는 모습을 묘사하는 삽화가 포함된 미국 디자인 특허 제D504,889호를 출원했다. 2008년 8월, 애플은 태블릿 컴퓨터를 손으로 만지고 제스처하는 모습을 묘사하는 삽화가 포함된 50페이지짜리 특허 출원을 제출했다. 2009년 9월, 대만 이코노믹 뉴스는 "업계 소식통"을 인용하여 애플이 작업 중인 태블릿 컴퓨터가 2010년 2월에 발표될 것이라고 보도했지만, 실제 발표는 그 해 1월에 이루어졌다.
아이패드의 개념은 아이폰보다 앞서지만, 아이폰이 아이패드보다 먼저 개발되고 출시되었다. 1991년, 애플의 최고 디자인 책임자 조너선 아이브는 스타일러스 기반 태블릿인 매킨토시 폴리오의 산업 디자인을 고안했고, 이는 애플이 2004년에 시작한 K48이라는 코드네임의 더 큰 태블릿 시제품 프로젝트로 이어졌다. 아이브는 태블릿을 먼저 개발하려고 했지만, 잡스와 아이폰이 더 중요하며 우선순위가 되어야 한다는 데 동의했다.

### 아이패드
1세대 아이패드는 2010년 1월 27일 공개되었고, 선주문은 3월 12일에 시작되었다. 일부 여성들은 제품 이름이 "남성 위주의 팀이 의미를 모르는" 월경 관련 농담을 연상시킨다고 불평하며 부정적인 반응을 보였다.
Wi-Fi 버전은 4월 3일 미국에서, 3G 버전은 4월 30일 출시되었다. 애플은 5월 28일, 7월 23일, 9월 17일에 아이패드 모델을 국제적으로 출시했다. 1세대 아이패드는 1 GHz 애플 A4 CPU와 256 MB의 램 및 PowerVR SGX535 GPU를 탑재했다. 홈 버튼, 켜기/끄기 버튼, 두 개의 볼륨 조절 버튼 등 네 개의 버튼이 있다. 멀티터치 기반 디스플레이는 1,024x768 픽셀 해상도를 가지고 있다.
2세대 아이패드는 2011년 3월 2일 공개되었고 3월 11일 출시되었다. 이전 모델보다 33% 얇고 15% 가벼우며, 두 배 빠른 CPU와 9배 빠른 GPU로 구성된 듀얼 코어 애플 A5 칩을 사용한다. 전면과 후면에 각각 카메라가 하나씩 있으며, 두 카메라 모두 애플의 화상 통화 서비스인 페이스타임을 지원한다. 애플은 디스플레이의 스탬프-시트-메탈 프레임을 제거하고, 화면 오버레이에 더 얇은 유리를 사용하며, 디스플레이와 배터리 사이의 공간을 줄여 아이패드를 더 얇게 만들었다.
3세대 아이패드는 2012년 3월 7일 공개되었고 3월 16일 출시되었다. 쿼드 코어 그래픽이 내장된 듀얼 코어 애플 A5X 칩을 사용한다. 레티나 디스플레이는 2,048x1,536 픽셀이며 픽셀 밀도가 표준 디스플레이보다 50% 높다. 아이폰과 아이팟 터치의 내장 애플리케이션은 세로, 가로-왼쪽, 가로-오른쪽 방향으로 작동하는 반면, 아이패드의 내장 애플리케이션은 기기의 거꾸로 된 방향을 지원한다. 결과적으로 기기에는 "기본" 방향이 없으며, 홈 버튼의 상대적 위치만 바뀐다.
4세대 아이패드는 2012년 10월 23일 공개되었고 11월 2일 출시되었다. 애플 A6X 칩, 향상된 LTE 및 와이파이 연결성, 1080p 동영상 녹화가 가능한 5백만 화소 후면 카메라, 720p 전면 페이스타임 HD 카메라를 탑재했다. 디스플레이 해상도는 2,048x1,536 픽셀이다.
5세대 아이패드는 2017년 3월 21일 공개되었고 3월 24일 출시되었다. 애플 A9 칩과 M9 모션 보조 프로세서를 사용하며, 저조도 및 HD 품질의 사진을 촬영할 수 있다. 2015년 아이폰 6s와 동일한 애플 A9 및 M9 프로세서를 사용함에도 불구하고, 해당 칩의 저전력 처리로 가능하다고 광고된 상시 작동 "시리야" 음성 인식 기능은 지원하지 않는다.
6세대 아이패드는 2018년 3월 27일 공개 및 출시되었다. 듀얼 코어 애플 A10 퓨전 칩을 사용하며, 1080p 및 30fps 후면 8백만 화소 iSight 카메라와 720p 페이스타임 HD 카메라를 탑재했다. 애플 펜슬을 지원하는 최초의 비-프로 아이패드였다. 또한 더 빠른 페이스타임 HD, LTE 연결성, 터치 ID, 멀티태스킹 기능을 갖췄다.
7세대 아이패드는 2019년 9월 10일 공개되었고 9월 25일 출시되었다. 4코어 CPU와 6코어 GPU를 갖춘 64비트 애플 A10 퓨전 칩을 사용한다. 약간 더 큰 10.2인치 레티나 디스플레이는 2,160x1,620 해상도(350만 픽셀)를 가지고 있다. 스마트 키보드 액세서리 지원이 추가되었다.
8세대 아이패드는 2020년 9월 15일 공개되었고 9월 18일 출시되었다. 이전 모델보다 40% 빠른 6코어 CPU와 2배 빠른 4코어 GPU를 갖춘 애플 A12 바이오닉 칩을 사용한다. 애플 A12는 또한 내장 뉴럴 엔진을 포함하고 있으며, 초당 5조 회의 연산을 처리할 수 있다.
9세대 아이패드는 2021년 9월 14일 공개 및 출시되었다. 20% 빠른 CPU와 GPU, 그리고 인공지능이 내장된 뉴럴 엔진을 갖춘 애플 A13 바이오닉 칩을 사용한다. 12백만 화소 울트라 와이드 전면 카메라는 애플의 "센터 스테이지 모드" 기술을 지원하여, 프레임 내 사람들을 찾아 카메라 뷰를 추적하여 중앙에 유지한다. 레티나 디스플레이는 주변 조명에 따라 화면 색온도를 자동으로 조정하는 트루 톤(True Tone) 기술을 지원한다.
10세대 아이패드는 2022년 10월 18일 공개되었고, 선주문은 즉시 시작되었으며 10월 26일에 출시되었다. 애플 A14 바이오닉 칩을 사용하며, 더 커진 10.9인치 화면을 갖추고 라이트닝 커넥터를 USB-C로 교체했다. 아이패드 라인의 모든 이전 모델들과 같은 날 발표된 6세대 아이패드 프로와 달리, 이 모델의 전면 카메라는 기기의 긴 가장자리에 위치하여 화상 통화 애플리케이션에 더 적합하다. USB-C 커넥터를 가지고 있음에도 불구하고, 다른 모든 USB-C 아이패드와 함께 사용할 수 있는 2세대 애플 펜슬과는 호환되지 않으며, 대신 USB-C-라이트닝 어댑터를 사용하는 1세대 펜슬을 사용한다. 이 어댑터는 새로운 펜슬 구매 시 포함될 예정이다. 프로 및 에어 라인에 있는 스마트 커넥터는 없지만, 이 장치와 함께 발표된 새로운 매직 키보드 폴리오와 호환된다. 이 모델은 9세대 아이패드를 즉시 대체하지 않았다. 애플은 구형 모델을 동일한 가격에 계속 판매했으며, 신형 10세대 모델의 가격은 인상되었다.
11세대 아이패드는 2025년 3월 4일 발표되었고, 2025년 3월 12일에 일반적으로 출시될 예정이다. 애플 A16 바이오닉 칩을 사용하며, 128GB 저장 용량 옵션부터 시작하여 새로운 512GB 저장 용량 옵션이 추가되었다.

### 아이패드 미니

아이패드 미니 로고, 2021년

플래그십 소형 모델인 1세대 아이패드 미니는 2012년 10월 23일 공개되었고 11월 2일 출시되었다. 7.9인치 디스플레이는 1024x768 픽셀 해상도를 가지고 있다. 이 태블릿은 듀얼 코어 애플 A5 칩을 사용하며, 2세대 아이패드와 유사한 하드웨어를 갖추고 있다. 페이스타임 HD 카메라, 5백만 화소 iSight 카메라, 초고속 무선 LTE 범위, 802.11a/b/g/n 표준 와이파이 연결성을 제공한다. 킨들 파이어 및 넥서스 7과 같은 미니 태블릿의 신흥 시장을 겨냥한다.
2세대 아이패드 미니는 2013년 10월 22일 공개되었고 11월 12일 출시되었다. 하드웨어는 1세대 아이패드 에어와 유사하다.
3세대 아이패드 미니는 2014년 10월 16일 공개되었고 10월 22일 출시되었다. M7 모션 보조 프로세서가 내장된 애플 A7 칩을 사용하며, 7.9인치 레티나 스크린 디스플레이는 2048x1536 픽셀 해상도를 가지고 있다. 1080p HD 카메라, 페이스타임 HD 카메라, 5백만 화소 iSight 카메라를 포함한다.
4세대 아이패드 미니는 2015년 9월 9일 공개 및 출시되었다. 애플 M8 모션 보조 프로세서가 내장된 듀얼 코어 애플 A8 칩을 사용한다. 음소거 스위치 제거와 함께 헤드폰 잭의 위치가 변경되었다.
5세대 아이패드 미니는 2019년 3월 18일 공개 및 출시되었다. 이전 모델보다 3배 빠른 CPU와 9배 빠른 GPU를 갖춘 애플 A12 바이오닉 칩을 사용한다. 25% 더 넓은 색상과 더 높은 픽셀 밀도를 갖춘 트루 톤(Truetone) 기반 레티나 스크린 디스플레이를 특징으로 한다.
6세대 아이패드 미니는 2021년 9월 24일 공개 및 출시되었다. 디스플레이 크기는 8.3인치로 늘어났다. 40% 빠른 6코어 CPU와 80% 빠른 5코어 GPU를 갖춘 애플 A15 바이오닉 칩을 사용한다. CPU 내 16코어 뉴럴 엔진과 AI 가속기는 AI 성능을 2배 향상시킨다. 12백만 화소 울트라 와이드 전면 카메라는 애플의 "센터 스테이지 모드" 기술을 특징으로 하며, 12백만 화소 후면 카메라는 더 큰 조리개, 트루 톤 플래시, 스마트 HDR 자동 그림자 및 하이라이트 복구 기능을 갖췄다. 초당 5기가비트의 데이터 전송이 가능한 USB-C 포트, 향상된 가로 스테레오 스피커, 더 밝은 리퀴드 레티나 디스플레이를 포함한다.
7세대 아이패드 미니는 2024년 10월 15일 공개되었다. 애플 A17 프로 칩으로 구동되며, 애플은 이전 세대보다 CPU는 30%, GPU는 25% 빠르고 뉴럴 엔진은 두 배 빠르다고 말한다. 이 모델은 애플의 곧 출시될 인공지능 기능인 애플 인텔리전스에 맞춰 제작되었다고 애플에서 마케팅하고 있다. 최저가 모델의 저장 공간은 이전 세대의 64GB에서 128GB로 증가했다. 새로운 Wi-Fi 6E 칩은 더 빠르고, USB-C 포트도 이전 세대에 비해 더 빠르다. 아이패드 프로 (7세대) 및 아이패드 에어 (6세대)와 마찬가지로, 저가형 애플 펜슬과 함께 애플 펜슬 프로와만 호환되며, 2세대 애플 펜슬과는 호환되지 않는다. 작은 폼 팩터로 인해 매직 키보드 포 아이패드 및 스마트 키보드 폴리오와 호환되지 않는다.

### 아이패드 에어

아이패드 에어 로고, 2020년

1세대 아이패드 에어는 2013년 10월 22일 공개되었고 11월 1일 출시되었다. M7 모션 보조 프로세서가 내장된 애플 A7 칩을 사용했다. 이 칩은 10억 개 이상의 트랜지스터를 포함했으며 2배 빠른 CPU와 GPU로 구성되었다. Wi-Fi 연결성에 사용되는 802.11n 기반 MIMO 기술을 처음 선보였고, 확장된 LTE 통신 범위를 가졌다. 또한 레티나 디스플레이를 갖췄다.
2세대 아이패드 에어는 2014년 10월 16일 공개되었고 10월 22일 출시되었다. 2.5배 빠른 CPU를 갖춘 애플 A8X 칩을 사용했다. 8백만 화소 iSight 카메라는 1.12마이크론 픽셀과 f/2.4 조리개를 가졌으며, 페이스타임 카메라는 f/2.2 조리개와 81%의 광량을 가졌다. 디스플레이는 56% 낮은 반사율로 개선되었다. 또한 LTE 통신 서비스의 확장된 범위를 가졌다.
3세대 아이패드 에어는 2019년 3월 18일 공개되었고 3월 25일 출시되었다. 내장 뉴럴 엔진, 6코어 CPU, 4코어 GPU를 갖춘 애플 A12 바이오닉을 사용했다. 866 Mbit/s의 와이파이 연결성은 LTE 기반이며, 1080p HD 동영상 카메라를 갖추고 있다.
4세대 아이패드 에어는 2020년 9월 15일 공개되었고 10월 23일 출시되었다. 119억 개의 트랜지스터, 40% 빠른 6코어 CPU, 30% 빠른 4코어 GPU, 그리고 초당 11조 회의 연산을 처리할 수 있는 내장 뉴럴 엔진으로 구성된 애플 A14 바이오닉 칩을 사용했다. 10.9인치 리퀴드 레티나 스크린 디스플레이는 2360x1640 픽셀(380만 픽셀) 해상도를 가지고 있다. 전면 7백만 화소 페이스타임 카메라는 1080p 및 60fps를 지원하며, 12백만 화소 웹캠은 8 조리개, 4K, 60fps, 동영상 안정화 기능을 갖췄다. 4세대 아이패드 에어는 라이트닝 커넥터를 USB-C로 교체했다.
5세대 아이패드 에어는 2022년 3월 8일 공개되었고 3월 18일 출시되었다. 애플 M1 칩을 사용했다.
6세대 아이패드 에어는 2024년 5월 7일 공개되었고 5월 15일에 일반적으로 출시되었다. 애플 M2 칩을 사용했다. 11인치와 13인치 두 가지 디스플레이 크기 옵션을 제공하는 최초의 아이패드 에어이다. 이전 아이패드 프로 (6세대)에서 선보였던 애플 펜슬 호버 기능을 갖추고 있으며, 10세대 아이패드에서 이전에 사용되었던 가로 방향 전면 카메라를 탑재했다. 아이패드 프로 (7세대)와 마찬가지로, 저가형 애플 펜슬과 함께 애플 펜슬 프로와만 호환되며, 2세대 애플 펜슬과는 호환되지 않는다. 아이패드 프로 (7세대)와 달리, 아이패드 프로 3세대, 4세대, 5세대, 6세대를 위해 설계된 매직 키보드와만 호환된다.
7세대 아이패드 에어는 2025년 3월 4일 공개되었고 3월 12일 출시되었다. 애플 M3 칩을 사용한다.

### 아이패드 프로

아이패드 프로 로고, 2021년

하이엔드 전문가용 플래그십 1세대 아이패드 프로는 2015년 9월 9일 공개되었고 11월 11일(12.9인치 버전)과 3월 31일(9.7인치) 출시되었다. 이전 모델보다 2배 높은 메모리 대역폭과 1.8배 빠른 CPU를 갖춘 애플 A9X 칩을 사용했다. 오디오 시스템은 4개의 오디오 포트로 구성되었고 볼륨은 2세대 아이패드 에어보다 3배 효율적이었으며, 12인치 화면 디스플레이는 2732x2043 픽셀 해상도를 가지고 있었다.
2세대 아이패드 프로는 2017년 6월 5일 공개되었고 6월 13일 출시되었다. 6코어 CPU와 12코어 GPU를 갖춘 애플 A10X 칩을 사용했다. 이전 모델보다 2배 높은 120Hz HDR 품질 미디어를 처리할 수 있다. 초저반사 레티나 디스플레이는 50% 최적화된 트루 톤 기술(주변 색상과 밝기에 따라 자동으로 화면을 조정), 넓은 색상 통합, 최대 500니트 밝기를 특징으로 했다. 또한 12백만 화소 후면 카메라와 7백만 화소 전면 카메라를 갖췄다.
3세대 아이패드 프로는 2018년 10월 30일 공개되었고 11월 7일 출시되었으며, 1TB 저장 공간을 지원하는 최초의 아이패드이다. 110억 개의 트랜지스터, 8코어 CPU, 7코어 GPU, 그리고 초당 5조 회의 연산을 처리할 수 있는 내장 뉴럴 엔진으로 구성된 7nm 애플 A12X 바이오닉 칩을 사용했다. 애플은 터치 ID 지문 인식 생체 인증을 얼굴 인식 기능인 페이스 ID로 교체했다.
4세대 아이패드 프로는 2020년 3월 18일 공개 및 출시되었다. 8코어 CPU와 8코어 GPU를 갖춘 애플 A12Z 칩을 사용했다. Gbit급 Wi-Fi 연결성은 이전 모델보다 60% 빨라졌다. 12백만 화소 와이드 카메라와 함께 4K 동영상 촬영이 가능한 10백만 화소 울트라 와이드 카메라를 도입했다. 이 카메라들은 더 넓은 가시성으로 미디어를 촬영할 수 있게 하며, 오디오 시스템은 근처의 모든 방향을 자동으로 감지하고 끌어당긴다.
5세대 아이패드 프로는 2021년 4월 20일 공개되었고 5월 21일 출시되었다. 혁신적인 데스크톱급 애플 M1 칩을 사용했으며, 40% 빠른 8코어 CPU, 4배 빠른 8코어 GPU, 4배 높은 대역폭을 특징으로 한다. ƒ/1.8 조리개 12백만 화소 와이드 앵글 프로 카메라(고품질 사진 촬영)와 ƒ/2.4 조리개 10백만 화소 울트라와이드 카메라(향상된 증강 현실 대화형 경험 캡처)를 갖췄다. 애플의 "센터 스테이지 모드" 기술을 처음 선보였는데, 사용자들의 위치를 정확히 파악하여 카메라 뷰를 자동으로 추적하여 시야상 중앙에 유지한다. 12.9인치 버전은 미니 LED 기반 리퀴드 레티나 XDR 디스플레이를 가졌으며, 11인치 모델은 그보다 낮은 IPS LCD 기반 리퀴드 레티나 디스플레이를 가졌다.
6세대 아이패드 프로는 2022년 10월 18일 공개되었고 10월 26일 출시되었다. 8코어 CPU와 10코어 GPU를 갖춘 애플 M2 칩을 사용했다.
7세대 아이패드 프로는 2024년 5월 7일 공개되었고 2024년 5월 15일 출시되었다. 애플 M4 칩을 사용하며, 이 칩을 사용하는 최초의 애플 장치이다. OLED 디스플레이를 사용하는 최초의 아이패드 프로이며, 울트라 XDR 레티나 디스플레이라고 불린다. 섀시 디자인은 11인치 모델은 약 5.3mm, 13인치 모델은 5.1mm로 이전 모델보다 얇다. 탠덤 OLED 디스플레이, 업데이트된 프로 카메라(울트라와이드 카메라 렌즈는 없음), 그리고 10세대 아이패드에서 이전에 사용된 가로 방향 전면 카메라를 특징으로 한다. 애플 펜슬 프로, USB-C 포트를 탑재한 저가형 애플 펜슬 및 새롭고 얇아진 매직 키보드와만 호환되며, Apple Pencil (2nd generation) 및 3세대부터 6세대까지를 위해 설계된 매직 키보드와는 호환되지 않는다.

## 하드웨어
| 출시일           | 모델                  | SoC      | 키보드                      | 애플 펜슬              |
| ---------------- | --------------------- | -------- | --------------------------- | ---------------------- |
| 2024년 5월 15일  | 아이패드 프로 (7세대) | 애플 M4  | Magic Keyboard for iPad Pro | USB-C Apple Pencil Pro |
| 2024년 10월 23일 | 아이패드 미니 (7세대) | 애플 A17 | 빈칸                        | USB-C Apple Pencil Pro |
| 2025년 3월 12일  | 아이패드 에어 (7세대) | 애플 M3  | Magic Keyboard for iPad Air | USB-C Apple Pencil Pro |
| 2025년 3월 12일  | 아이패드 (11세대)     | 애플 A16 | Magic Keyboard Folio        | USB-C 1세대            |

### 개요
| 모델                                                            | 공개일           | 출시          | 출시             | 단종일                                       | 지원                    | 지원                                                       | 지원                                             |
| 모델                                                            | 공개일           | OS 포함       | 날짜             | 단종일                                       | 최신 OS                 | 종료일                                                     | 수명                                             |
| --------------------------------------------------------------- | ---------------- | ------------- | ---------------- | -------------------------------------------- | ----------------------- | ---------------------------------------------------------- | ------------------------------------------------ |
| 아이패드 (1세대)                                                | 2010년 1월 27일  | 아이폰 OS 3.2 | 2010년 4월 3일   | 2011년 3월 2일                               | iOS 5.1.1               | 2012년 5월 25일                                            | 2년, 1개월                                       |
| 아이패드 2                                                      | 2011년 3월 2일   | iOS 4.3       | 2011년 3월 11일  | 2014년 3월 18일                              | iOS 9.3.5 iOS 9.3.6     | 2016년 8월 25일 (Wi-Fi) 2019년 7월 22일 (Wi-Fi + Cellular) | 5년, 5개월 (Wi-Fi) 8년, 4개월 (Wi-Fi + Cellular) |
| 아이패드 (3세대)                                                | 2012년 3월 7일   | iOS 5.1       | 2012년 3월 16일  | 2012년 10월 23일                             | iOS 9.3.5 iOS 9.3.6     | 2016년 8월 25일 (Wi-Fi) 2019년 7월 22일 (Wi-Fi + Cellular) | 4년, 5개월 (Wi-Fi) 7년, 4개월 (Wi-Fi + Cellular) |
| 아이패드 미니 (1세대)                                           | 2012년 10월 23일 | iOS 6.0       | 2012년 11월 2일  | 2015년 6월 19일                              | iOS 9.3.5 iOS 9.3.6     | 2016년 8월 25일 (Wi-Fi) 2019년 7월 22일 (Wi-Fi + Cellular) | 3년, 9개월 (Wi-Fi) 6년, 8개월 (Wi-Fi + Cellular) |
| 아이패드 (4세대)                                                | 2012년 10월 23일 | iOS 6.0       | 2012년 11월 2일  | 2014년 10월 16일                             | iOS 10.3.4              | 2017년 7월 19일 (Wi-Fi) 2019년 7월 22일 (Wi-Fi + Cellular) | 4년, 8개월 (Wi-Fi) 6년, 8개월 (Wi-Fi + Cellular) |
| 아이패드 미니 2                                                 | 2013년 10월 22일 | iOS 7.0.3     | 2013년 11월 12일 | 2017년 3월 21일                              | iOS 12.5.7              | 2023년 1월 23일                                            | 9년, 2개월                                       |
| 아이패드 에어 (1세대)                                           | 2013년 10월 22일 | iOS 7.0.3     | 2013년 11월 1일  | 2016년 3월 21일                              | iOS 12.5.7              | 2023년 1월 23일                                            | 9년, 2개월                                       |
| 아이패드 미니 3                                                 | 2014년 10월 16일 | iOS 8.1       | 2014년 10월 22일 | 2015년 9월 9일                               | iOS 12.5.7              | 2023년 1월 23일                                            | 8년, 10개월                                      |
| 아이패드 에어 2                                                 | 2014년 10월 16일 | iOS 8.1       | 2014년 10월 22일 | 2017년 3월 21일                              | iPadOS 15.8.4           | 2025년 3월 31일                                            | 10년, 5개월                                      |
| 아이패드 미니 4                                                 | 2015년 9월 9일   | iOS 9.0       | 2015년 9월 9일   | 2019년 3월 18일                              | iPadOS 15.8.4           | 2025년 3월 31일                                            | 9년, 6개월                                       |
| 아이패드 프로 (1세대) 12.9인치                                  | 2015년 9월 9일   | iOS 9.1       | 2015년 11월 11일 | 2017년 6월 5일                               | iPadOS 16.7.11          | 2025년 3월 31일                                            | 8년, 10개월                                      |
| 아이패드 프로 (1세대) 9.7인치                                   | 2016년 3월 21일  | iOS 9.3       | 2016년 3월 31일  | 2017년 6월 5일                               | iPadOS 16.7.11          | 2025년 3월 31일                                            | 8년, 10개월                                      |
| 아이패드 (5세대)                                                | 2017년 3월 21일  | iOS 10.3      | 2017년 3월 24일  | 2018년 3월 27일                              | iPadOS 16.7.11          | 2025년 3월 31일                                            | 7년, 4개월                                       |
| 아이패드 프로 (2세대)                                           | 2017년 6월 5일   | iOS 10.3.2    | 2017년 6월 13일  | 2019년 3월 18일 10.5" 2018년 10월 30일 12.9" | iPadOS 17.7.8           | 2025년 5월 19일                                            | 8년, 2개월                                       |
| 아이패드 (6세대)                                                | 2018년 3월 27일  | iOS 11.3      | 2018년 3월 27일  | 2019년 9월 10일                              | iPadOS 17.7.8           | 2025년 5월 19일                                            | 7년, 4개월                                       |
| 아이패드 프로 (3세대)                                           | 2018년 10월 30일 | iOS 12.1      | 2018년 11월 7일  | 2020년 3월 18일                              | 최신 iPadOS iPadOS 18.5 | 지원됨 2025년 5월 12일                                     | 6년, 9개월                                       |
| 아이패드 미니 (5세대)                                           | 2019년 3월 18일  | iOS 12.2      | 2019년 3월 18일  | 2021년 9월 14일                              | 최신 iPadOS iPadOS 18.5 | 지원됨 2025년 5월 12일                                     | 6년, 4개월                                       |
| 아이패드 에어 (3세대)                                           | 2019년 3월 18일  | iOS 12.2      | 2019년 3월 18일  | 2020년 9월 15일                              | 최신 iPadOS iPadOS 18.5 | 지원됨 2025년 5월 12일                                     | 6년, 4개월                                       |
| 아이패드 (7세대)                                                | 2019년 9월 10일  | iPadOS 13.1   | 2019년 9월 25일  | 2020년 9월 15일                              | 최신 iPadOS iPadOS 18.5 | 지원됨 2025년 5월 12일                                     | 5년, 10개월                                      |
| 아이패드 프로 (4세대)                                           | 2020년 3월 18일  | iPadOS 13.4   | 2020년 3월 25일  | 2021년 4월 20일                              | 최신 iPadOS iPadOS 18.5 | 지원됨 2025년 5월 12일                                     | 5년, 4개월                                       |
| 아이패드 (8세대)                                                | 2020년 9월 15일  | iPadOS 14.0   | 2020년 9월 18일  | 2021년 9월 14일                              | 최신 iPadOS iPadOS 18.5 | 지원됨 2025년 5월 12일                                     | 4년, 10개월                                      |
| 아이패드 에어 (4세대)                                           | 2020년 9월 15일  | iPadOS 14.1   | 2020년 10월 23일 | 2022년 3월 8일                               | 최신 iPadOS iPadOS 18.5 | 지원됨 2025년 5월 12일                                     | 4년, 10개월                                      |
| 아이패드 프로 (5세대)                                           | 2021년 4월 20일  | iPadOS 14.5   | 2021년 5월 21일  | 2022년 10월 18일                             | 최신 iPadOS iPadOS 18.5 | 지원됨 2025년 5월 12일                                     | 4년, 3개월                                       |
| 아이패드 (9세대)                                                | 2021년 9월 14일  | iPadOS 15.0   | 2021년 9월 24일  | 2024년 5월 7일                               | 최신 iPadOS iPadOS 18.5 | 지원됨 2025년 5월 12일                                     | 3년, 10개월                                      |
| 아이패드 미니 (6세대)                                           | 2021년 9월 14일  | iPadOS 15.0   | 2021년 9월 24일  | 2024년 10월 15일                             | 최신 iPadOS iPadOS 18.5 | 지원됨 2025년 5월 12일                                     | 3년, 10개월                                      |
| 아이패드 에어 (5세대)                                           | 2022년 3월 8일   | iPadOS 15.4   | 2022년 3월 18일  | 2024년 5월 7일                               | 최신 iPadOS iPadOS 18.5 | 지원됨 2025년 5월 12일                                     | 3년, 4개월                                       |
| 아이패드 프로 (6세대)                                           | 2022년 10월 18일 | iPadOS 16.1   | 2022년 10월 26일 | 2024년 5월 7일                               | 최신 iPadOS iPadOS 18.5 | 지원됨 2025년 5월 12일                                     | 2년, 9개월                                       |
| 아이패드 (10세대)                                               | 2022년 10월 18일 | iPadOS 16.1   | 2022년 10월 26일 | 2025년 3월 4일                               | 최신 iPadOS iPadOS 18.5 | 지원됨 2025년 5월 12일                                     | 2년, 9개월                                       |
| 아이패드 에어 (6세대)                                           | 2024년 5월 7일   | iPadOS 17.5   | 2024년 5월 15일  | 2025년 3월 4일                               | 최신 iPadOS iPadOS 18.5 | 지원됨 2025년 5월 12일                                     | 1년, 2개월                                       |
| 아이패드 프로 (7세대)                                           | 2024년 5월 7일   | iPadOS 17.5   | 2024년 5월 15일  | 현재                                         | 최신 iPadOS iPadOS 18.5 | 지원됨 2025년 5월 12일                                     | 1년, 2개월                                       |
| 아이패드 미니 (7세대)                                           | 2024년 10월 15일 | iPadOS 18.0.1 | 2024년 10월 23일 | 현재                                         | 최신 iPadOS iPadOS 18.5 | 지원됨 2025년 5월 12일                                     | 9개월                                            |
| 아이패드 (11세대)                                               | 2025년 3월 4일   | iPadOS 18.3.1 | 2025년 3월 12일  | 현재                                         | 최신 iPadOS iPadOS 18.5 | 지원됨 2025년 5월 12일                                     | 4개월                                            |
| 아이패드 에어 (7세대)                                           | 2025년 3월 4일   | iPadOS 18.3.1 | 2025년 3월 12일  | 현재                                         | 최신 iPadOS iPadOS 18.5 | 지원됨 2025년 5월 12일                                     | 4개월                                            |
| \| 범례: \| 단종 및 미지원 \| 단종 및 지원 \| 현재 \| 미출시 \| |                  |               |                  |                                              |                         |                                                            |                                                  |
| 참고: 1.                                                        |                  |               |                  |                                              |                         |                                                            |                                                  |
| 범례:                                                           | 단종 및 미지원   | 단종 및 지원  | 현재             | 미출시                                       |                         |                                                            |                                                  |

### 셀룰러 연결성
아이패드는 Wi-Fi 전용 버전과 셀룰러 지원 Wi-Fi 버전 두 가지가 있다. 아이폰과 달리 셀룰러 버전은 음성 통화 및 문자 메시지를 지원하지 않고 데이터 연결만 가능했다. 또한 측면에 마이크로 SIM 회로 슬롯이 추가로 부착되어 있었다. 3G 기반 아이패드는 일반적으로 특정 통신사에 '잠겨' 판매되는 아이폰과 달리 모든 GSM 통신사와 호환된다. 1세대 아이패드의 경우, T-모바일의 셀룰러 액세스는 더 느린 EDGE 셀룰러 속도로 제한되었다. 당시 T-모바일 네트워크가 다른 주파수를 사용했기 때문이다.
2세대 아이패드는 버라이즌의 세 번째 CDMA 지원 계층을 도입했으며, 이는 AT&T 기반 버전과 별도로 제공된다. 5세대 아이패드는 나노 SIM 회로 슬롯을 사용했지만, 이전 모델들은 마이크로 SIM을 사용했다. 아이패드는 두 개의 주파수 대역을 사용했다. 둘 다 동일한 쿼드밴드 GSM 및 쿼드밴드 UMTS 주파수를 지원한다. 하나는 LTE 대역 4와 17을 지원하며(주로 미국 AT&T 네트워크에서 사용), 다른 하나는 LTE 대역 1, 3, 5, 13, 25 및 CDMA EV-DO Rev. A와 Rev. B를 지원한다.
애플은 5세대 아이패드와 2세대 아이패드 미니 출시와 함께 전 세계 및 북미 주요 통신사 전체에서 셀룰러 호환성 범위를 확장했다. 아이패드 에어와 아이패드 미니는 두 가지 셀룰러 하위 변형으로 제공되며, 모두 나노 SIM, 쿼드밴드 GSM, 펜타밴드 UMTS, 듀얼밴드 CDMA EV-DO Rev. A 및 B를 특징으로 한다. 하나는 LTE 대역 1, 2, 3, 4, 5, 7, 8, 13, 17, 18, 19, 20, 25 및 26을 지원하며, 다른 하나는 LTE 대역 1, 2, 3, 5, 7, 8, 18, 19, 20 및 TD-LTE 대역 38, 39, 40을 지원한다.

## 액세서리

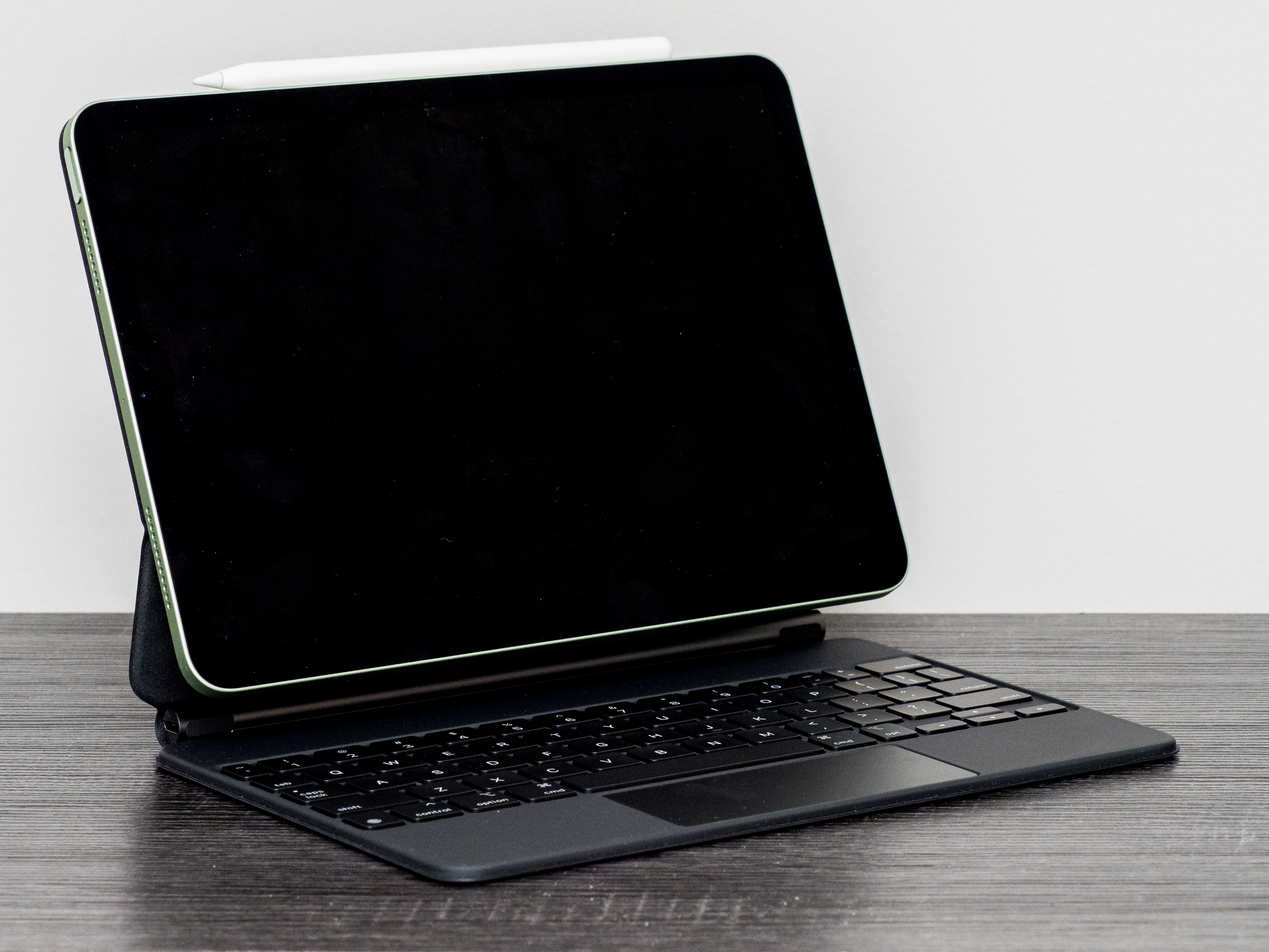
매직 키보드와 애플 펜슬, 2021년

애플은 키보드, 스타일러스, 케이스, 어댑터에 이르기까지 아이패드 모델을 위한 다양한 액세서리를 제공한다. 10W 전원 어댑터는 장치와 함께 제공된다. 아이패드의 독 커넥터용 어댑터 두 개(USB Type A 및 SD 카드 리더기)로 구성된 카메라 연결 키트 외에도, 이러한 어댑터는 사진 및 비디오를 전송하고 USB 오디오 카드 및 MIDI 키보드를 연결할 수 있다.
애플의 액세서리 목록에는 무선 스타일러스 펜인 애플 펜슬과, 아이패드 전면에 부착되는 자석식 화면 보호대인 스마트 커버가 포함되어 있었으며, 이 스마트 커버는 세 번 접어서 스탠드로 변환할 수 있다. 스마트 케이스는 스마트 커버와 후면 보호 케이스의 기능을 결합한 고급 케이스이며, 스마트 키보드 폴리오는 외부 연결 키보드로 스마트 케이스와 그 이전 모델인 스마트 키보드의 조합이다. 매직 키보드는 이전 모델들과 유사하게 외부 연결 키보드이지만, 스마트 키보드 폴리오와 스마트 키보드에는 없는 통합 트랙패드가 특징이다.

## 소프트웨어
2010년 출시 이후 아이패드는 아이폰의 모바일 운영체제인 iOS에서 실행되었지만, 2019년 9월에는 최적화된 파생형인 iPadOS로 대체되었다. 아이패드는 iOS의 개발 환경과 많은 애플리케이션 및 기능을 공유한다. 아이패드는 iOS를 통해 거의 모든 아이폰 애플리케이션과 호환되며, 개발자는 이러한 애플리케이션을 아이패드의 소프트웨어를 최대한 활용하도록 최적화할 수 있다. 개발자들은 iOS SDK라는 소프트웨어 개발 키트를 사용했다.
iOS 사용자 인터페이스는 스와이프, 탭, 핀치, 역핀치와 같은 멀티터치 제스처를 사용하는 직접 조작을 기반으로 한다. 인터페이스 제어 요소에는 슬라이더, 스위치, 버튼이 포함된다. 내부 가속도계는 일부 애플리케이션에서 장치를 흔드는 동작(일반적인 결과는 실행 취소 명령)이나 3차원으로 회전시키는 동작(일반적인 결과는 세로 및 가로 모드 전환)에 반응하는 데 사용된다. 접근성 기능에 설명된 다양한 접근성 기능은 시각 및 청각 장애가 있는 사용자가 iOS를 제대로 사용할 수 있도록 한다.
iOS 장치는 홈스크린으로 부팅되며, 이는 개인용 컴퓨터의 바탕화면과 유사한 iOS 장치의 주요 탐색 및 정보 "허브"이다. iOS 홈스크린은 일반적으로 앱 아이콘과 위젯으로 구성된다. 앱 아이콘은 연결된 앱을 실행하고, 위젯은 날씨 예보, 사용자의 이메일 받은 편지함, 뉴스 티커와 같이 실시간으로 자동 업데이트되는 콘텐츠를 홈스크린에 직접 표시한다.
화면 상단에는 장치 및 연결성에 대한 정보를 표시하는 상태 표시줄이 있다. 상태 표시줄 자체에는 제어 센터와 알림 센터라는 두 가지 요소가 포함되어 있다.
iOS의 제어 센터는 노치 오른쪽 상단에서 "끌어내려" 설정 앱을 열지 않고도 기기를 더 빠르게 관리할 수 있는 다양한 토글에 접근할 수 있다. 밝기, 볼륨, 무선 연결, 음악 플레이어 등을 관리할 수 있다. 홈스크린은 여러 페이지로 구성될 수 있으며, 사용자는 페이지를 좌우로 스와이프하여 전환할 수 있다. 이를 위한 한 가지 방법은 각 페이지에 표시된 "점"을 길게 누른 다음 왼쪽 또는 오른쪽으로 스와이프하는 것이다. 마지막 페이지의 오른쪽에는 앱 라이브러리가 있으며, 장치에 설치된 앱을 목록으로 표시하고 분류한다. 각 카테고리 내 앱은 사용 빈도에 따라 정렬된다. 제안 앱 카테고리 외에 "최근" 카테고리는 최근 설치된 앱과 최근 액세스한 앱 클립을 나열한다. 사용자는 원하는 앱을 검색하거나 알파벳 순으로 탐색할 수 있다.
iOS의 멀티태스킹 API에는 백그라운드 오디오(오디오 또는 비디오 콘텐츠를 재생하는 동안 애플리케이션이 백그라운드에서 계속 실행), VoIP(전화 통화 중이 아닐 때 애플리케이션이 일시 중단), 푸시 알림, 로컬 알림(애플리케이션이 미리 정해진 시간에 전달될 로컬 알림을 예약), 작업 완료(애플리케이션이 주어진 작업을 완료하기 위해 시스템에 추가 시간을 요청), 빠른 앱 전환(애플리케이션이 코드를 실행하지 않고 언제든지 메모리에서 제거될 수 있음), 뉴스스탠드(애플리케이션이 사용을 위해 백그라운드에서 콘텐츠를 다운로드할 수 있음), 외부 액세서리(애플리케이션이 외부 액세서리와 통신하고 정기적으로 데이터를 공유), 블루투스 액세서리(애플리케이션이 블루투스 액세서리와 통신하고 정기적으로 데이터를 공유), 백그라운드 애플리케이션 업데이트가 포함되어 있다.
iPadOS는 iOS에 비해 더 많은 기능을 갖춘 멀티태스킹 시스템을 특징으로 한다. Slide Over 및 Split View와 같은 기능을 통해 여러 다른 애플리케이션을 동시에 사용할 수 있다. 홈 버튼을 두 번 클릭하거나 화면 하단에서 위로 스와이프한 후 잠시 멈추면 현재 활성화된 모든 공간이 표시된다. 각 공간은 단일 앱 또는 두 개의 앱이 포함된 Split View를 특징으로 할 수 있다. 사용자는 홈 표시기에서 왼쪽 또는 오른쪽으로 스와이프하여 언제든지 공간 사이를 이동하거나 네 손가락으로 왼쪽/오른쪽으로 스와이프할 수도 있다.
iPadOS에서 앱을 사용하는 동안 화면 하단 가장자리에서 약간 위로 스와이프하면 독이 나타나며, 독에 저장된 앱을 현재 공간의 다른 영역으로 끌어다 놓아 Split View 또는 Slide Over로 열 수 있다. 앱을 화면의 왼쪽 또는 오른쪽 가장자리로 끌어다 놓으면 Split View가 생성되어 두 앱을 나란히 사용할 수 있다. Split View에서 두 앱의 크기는 세로 구분선 중앙에 있는 알약 모양 아이콘을 끌어다 조정할 수 있으며, 구분선을 화면 한쪽 끝까지 끌어다 놓으면 해당 앱이 닫힌다. 독에서 현재 앱 위로 앱을 끌어다 놓으면 Slide Over라는 부동 창이 생성되며, 이를 화면의 왼쪽 또는 오른쪽으로 끌어다 놓을 수 있다. Slide Over 창은 화면 오른쪽으로 스와이프하여 숨길 수 있으며, 화면 오른쪽 가장자리에서 왼쪽으로 스와이프하면 복원된다. Slide Over 앱은 Slide Over 창에서 홈 표시기를 왼쪽 또는 오른쪽으로 스와이프하여 전환할 수도 있으며, 위로 끌어올리면 Slide Over 창용 앱 전환기가 열린다. Split View 또는 Slide Over에서 앱 상단에 있는 알약 모양 아이콘을 통해 Split View 및 Slide Over로 전환할 수 있다.

## 제한

### 디지털 권리 관리
아이패드는 DRM(디지털 권리 관리)를 사용하지 않지만, OS는 사용자가 애플의 플랫폼 외부로 TV 프로그램, 영화, 앱과 같은 특정 콘텐츠를 무단으로 복사하거나 전송하는 것을 막는다. 또한 아이패드의 개발 모델은 아이패드용 앱을 만드는 모든 사람이 기밀유지 협약에 서명하고 개발자 구독료를 지불하도록 요구한다. 비평가들은 애플의 중앙 집중식 앱 승인 프로세스와 플랫폼 자체에 대한 통제가 소프트웨어 혁신을 억압할 수 있다고 주장한다. 디지털 권리 옹호자들에게 특히 우려되는 점은 애플이 언제든지 원격으로 모든 아이패드에서 앱을 비활성화하거나 삭제할 수 있다는 점이다.
자유 소프트웨어 재단, 전자 프런티어 재단, 컴퓨터 엔지니어이자 활동가인 브루스터 케일을 포함한 디지털 권리 옹호자들은 아이패드의 디지털 권리 제한에 대해 비판했다.
2010년 4월 NPR이 발표한 기사에서 Laura Sydell은 "더 많은 소비자들이 인터넷 보안, 바이러스 및 악성 코드에 대한 두려움을 갖게 되면서 애플의 폐쇄적인 커뮤니티를 선택하게 될 수도 있다"고 결론지었다.
2014년, 러시아 정부는 보안 문제로 인해 아이패드에서 안드로이드 장치로 전환했다.

### 탈옥
다른 iOS 장치와 마찬가지로 아이패드는 실행 중인 iOS 또는 iPadOS 버전에 따라 "탈옥"될 수 있으며, 이를 통해 애플이 승인하지 않은 애플리케이션 및 프로그램을 장치에서 실행할 수 있다. 탈옥되면 사용자는 시디아와 같은 비공식 설치 프로그램을 통해 앱 스토어에서 이전에 사용할 수 없었던 많은 애플리케이션과 불법으로 불법 복제된 애플리케이션을 다운로드할 수 있다. 애플은 탈옥이 합법적임에도 불구하고 미국 내 장치의 공장 보증을 "무효화할 수 있다"고 주장한다. 2010년 4월 출시된 아이패드는 2010년 5월 iOS 버전 3.1.2용 Spirit 탈옥으로 처음 탈옥되었다. 아이패드는 웹 기반 도구 JailbreakMe 3.0(2011년 7월 출시)으로 iOS 버전 4.3부터 4.3.3까지, redsn0w를 사용하여 5.0 및 5.0.1을 포함한 iOS 버전에서 탈옥할 수 있다. Absinthe 2.0은 2012년 5월 25일에 출시되었으며, 32nm 버전의 아이패드 2를 제외한 모든 iOS 5.1.1 장치에 대한 첫 번째 탈옥 방법이다.

### 검열
아이폰과 아이패드 애플리케이션을 제공하는 애플의 앱 스토어는 콘텐츠 검열을 부과하며, 이는 플랫폼을 사용하려는 서적 출판사 및 잡지사에 문제가 되었다. 영국 신문 가디언은 애플의 역할을 영국의 잡지 유통업체 WH Smith와 유사하다고 묘사했는데, 이 회사는 수년 동안 콘텐츠 제한을 부과했다.
앱 스토어에서 포르노그래피가 제외되면서, 포르노그래피 회사들은 아이패드 전용 콘텐츠를 제작하기 위해 소프트웨어를 변경했다. 밸리왜그의 라이언 테이트와의 이메일 교환에서 스티브 잡스는 아이패드가 "포르노로부터의 자유"를 제공한다고 주장했으며, 이는 요하네스 P. 오스터호프의 베를린 Adbustings와 WWDC10 기간 동안 샌프란시스코에서 많은 불쾌한 반응을 불러일으켰다.

## 초기 반응
초기 아이패드에 대한 언론의 반응은 엇갈렸다. 언론은 기기 팬들의 긍정적인 반응에 주목했으며, 여러 국가에서 판매 첫날 수천 명의 사람들이 줄을 섰다.
아이패드는 2010년 출시 후 빠르게 성공하여 대량 판매되었다. 분석가들은 애플의 이전 아이팟 및 아이폰 출시가 자리 잡는 데 시간이 걸린 반면, 아이패드는 처음부터 상업적으로 인기를 끌었고 첫 해에는 시장 경쟁이 거의 없었다고 언급했다.

### 발표에 대한 반응
초기 아이패드 발표에 대한 언론의 반응은 엇갈렸다. 월터 모스버그는 "바보야, 문제는 소프트웨어야"라고 썼는데, 이는 하드웨어 기능과 만듦새가 아이패드의 성공에 소프트웨어와 사용자 인터페이스보다 덜 중요하다는 의미이며, 그의 첫인상은 대체로 긍정적이었다. 모스버그는 또한 가격이 "보통" 수준이라고 말하며, 10시간의 배터리 수명을 칭찬했다. PC Advisor와 시드니 모닝 헤럴드를 포함한 다른 매체들은 아이패드가 확산되는 넷북과도 경쟁할 것이며, 대부분의 넷북은 마이크로소프트 윈도우를 사용한다고 썼다. 기본 모델의 499달러 가격은 기술 언론, 월가 분석가, 애플 경쟁사들의 사전 예상 가격보다 낮았는데, 이들 모두 훨씬 더 높은 초기 가격을 예상했다.
CNET은 또한 마이크로소프트의 Zune과 같은 다른 휴대용 기기들이 수년 동안 가지고 있었던 무선 동기화 기능이 아이패드에 명백히 없다고 비판했다. 내장 아이튠즈 앱은 인터넷에서도 다운로드할 수 있다.

### 비판적 반응
초기 아이패드에 대한 평가는 대체로 호의적이었다. 당시 월스트리트 저널의 월터 모스버그는 이를 "상당히 가까운" 노트북 킬러라고 불렀다. 뉴욕 타임스의 데이비드 포그는 기술에 익숙한 사람들과 그렇지 않은 사람들을 위한 "이중" 리뷰를 썼다. 전자의 섹션에서 그는 노트북이 아이패드보다 더 저렴한 가격에 더 많은 기능을 제공한다고 언급한다. 그러나 후자 독자를 위한 리뷰에서는 독자들이 장치의 개념을 좋아하고 의도된 용도를 이해할 수 있다면 장치를 즐겁게 사용할 것이라고 주장한다. PC 매거진의 팀 기디언은 "승리자가 될 것이며, 이 신흥 태블릿 시장을 형성하는 데 분명히 주도적인 역할을 할 것"이라고 썼다. 테크크런치의 마이클 아링턴은 "아이패드는 나의 가장 낙관적인 기대치마저 뛰어넘는다. 이것은 새로운 장치 범주이다. 하지만 많은 사람들에게 노트북을 대체할 것이다"라고 말했다. PC 월드는 아이패드의 파일 공유 및 인쇄 기능을 비판했으며, 아르스 테크니카는 컴퓨터와 파일을 공유하는 것이 "아이패드 경험에서 가장 마음에 들지 않는 부분 중 하나"라고 말했다.
언론은 또한 애플리케이션의 양뿐만 아니라 서점 및 기타 미디어 애플리케이션도 칭찬했다. 이와 대조적으로 그들은 아이패드가 폐쇄적인 시스템이라는 점을 비판했으며, 아이패드가 안드로이드 기반 태블릿과 경쟁에 직면해 있다고 언급했다. 안드로이드 기반 태블릿은 2013년에 아이패드를 넘어섰고, 2013년 2분기에는 아이패드 판매량을 넘어섰다. 그리고 스탯카운터 추정치에 따르면 남미, 아프리카, 아시아 대부분의 대규모 국가들, 그리고 동유럽에서 웹 브라우징 점유율을 아이패드에 내주었다. 인디펜던트는 아이패드가 밝은 빛 아래에서 종이만큼 읽기 쉽지 않다고 비판했지만, 많은 양의 책을 저장할 수 있다는 점을 칭찬했다. 영국 출시 후, 데일리 텔레그래프는 아이패드의 어도비 플래시 지원 부족이 "짜증난다"고 말했다.

### 인정
초기 아이패드는 타임지로부터 2010년 50대 최고 발명품 중 하나로 선정되었고, 파퓰러 사이언스는 전체 "2010년 최고의 신제품" 수상작인 그로아시스 워터박스에 이어 최고의 기기로 선정했다.

## 사용

### 시장 점유율

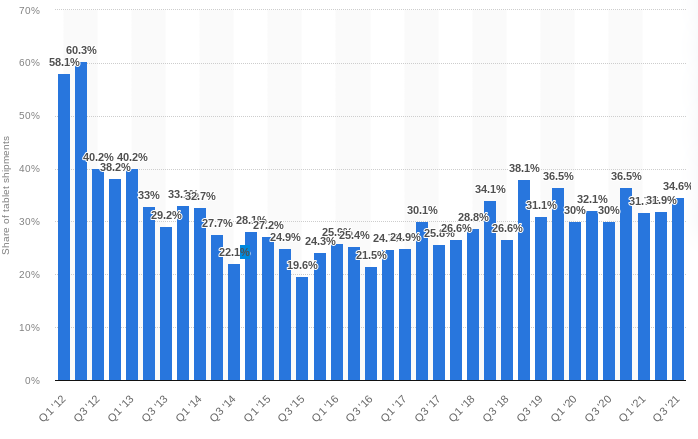
아이패드 태블릿 시장 점유율, 2012년~2021년

아이패드는 비교적 안정적인 태블릿 글로벌 시장 점유율을 유지했다. 2012년 3분기에는 상당한 하락을 겪었지만, 이전만큼 풍부하지는 않더라도 점차 회복되었다. 2021년 3분기 기준으로 시장 점유율은 34.6%를 기록했다.

### 비즈니스
아이패드는 주로 소비자들이 사용하지만, 비즈니스 사용자들도 많이 채택했다. 출시 90일 이내에 아이패드는 포춘 100대 기업의 50%에 침투했다. 일부 기업은 직원들에게 아이패드를 배포하거나 제공하여 사무실에 도입하고 있다. 직장에서의 사용 사례로는 변호사가 고객에게 응답하고, 의료 전문가가 환자 진찰 중 건강 기록에 접근하며, 관리자가 직원 요청을 승인하는 것 등이 있다.
프로스트 앤 설리번의 설문조사에 따르면, 사무실에서의 아이패드 사용은 직원 생산성 증대, 서류 작업 감소, 수익 증대라는 목표와 관련이 있다. 이 연구 회사는 "북미 모바일 오피스 애플리케이션 시장은 2010년 17억 6천만 달러에서 2015년에는 68억 5천만 달러에 이를 것으로 추정한다"고 밝혔다.
2011년 3월부터 미국 연방항공국 (FAA)은 여러 항공사에서 종이 소비를 줄이기 위해 조종실 내 아이패드 사용을 승인했다. 2011년, 알래스카 항공은 조종사들의 종이 매뉴얼을 아이패드로 교체한 최초의 항공사가 되었다. 종이 비행 매뉴얼의 무게는 11 kg (24 lb)인 반면 아이패드는 0.68 kg (1.5 lb)이다. 이 항공사는 허리 및 근육 부상을 줄이기를 희망한다. 10여 개 이상의 항공사가 이를 따랐으며, 유나이티드 항공은 조종실에 11,000대의 아이패드를 배포했다. 또한 많은 항공사들이 현재 기내 잡지를 아이패드용 다운로드 가능한 애플리케이션으로 제공한다.

### 교육 및 헬스케어
아이패드는 교실에서 여러 가지 용도로 사용되며, 재택학습 및 원격 교육의 귀중한 도구로 칭찬받았다. 아이패드 출시 직후, 상위 도서 앱의 81%가 어린이용이었다는 보고가 있었다. 아이패드는 또한 자폐증을 앓는 아이들이 더 쉽게 의사소통하고 사회화하는 데 도움이 되는 혁명적인 도구라고 불렸다.
의료 분야에서는 아이패드와 아이폰이 병원 공급망 관리에 사용되어 왔다. 예를 들어, 의료 계약 서비스 회사인 Novation은 비즈니스 인텔리전스 소프트웨어 공급업체 MicroStrategy의 모바일 애플리케이션 플랫폼을 기반으로 VHA PriceLynx를 개발했는데, 이는 의료 기관이 구매 절차를 보다 효율적으로 관리하고 병원의 비용을 절감하는 데 도움이 되는 비즈니스 인텔리전스 앱이다. Novation의 Guillermo Ramas는 "의사들은 노트북을 들고 병원을 돌아다니지 않을 것입니다. 아이패드는 필요한 정보를 가지고 있다면 병원을 돌아다니기에 완벽합니다"라고 말했다.
2013년, 잔나 첸(Gianna Chien, 14세)은 하트 리듬 협회 회의에서 8,000명 이상의 의사들에게 애플 아이패드 2가 경우에 따라 내부 자석 때문에 생명 구명 심장 장치(심박 조율기)를 방해할 수 있다고 발표했다. 아이패드 사용자 가이드에서는 심박 조율기 사용자가 아이패드를 심박 조율기에서 최소 6 in (15 cm) 이상 떨어뜨려 놓을 것을 권고했다. 2014년 연구에서는 아이패드 2가 이식형 제세동기에 전자기 간섭을 일으킬 수 있음을 발견했다.

### 소비자 사용
미국에서는 아이패드 출시 이후 처음 열린 슈퍼볼 XLV에 참석한 팬들이 공식 내셔널 풋볼 리그 (NFL) 앱을 사용하여 카우보이스 스타디움을 탐색할 수 있었다. 2011년, 탬파베이 버커니어스는 종이 플레이북 사용을 중단하고 대신 모든 선수들에게 아이패드 2를 통해 전자 형식의 플레이북과 비디오를 배포한 최초의 NFL 클럽이 되었다.
아이패드는 아이튠즈 음악 재생 소프트웨어 외에도 다양한 음악 제작 애플리케이션을 지원할 수 있다. 여기에는 사운드 샘플러, 기타 및 보컬 이펙트 프로세서, 합성된 사운드 및 샘플링된 루프를 위한 시퀀서, 가상 신디사이저 및 드럼 머신, 테레민 스타일 및 기타 터치 반응형 악기, 드럼 패드 등이 포함된다. 고릴라즈의 2010년 앨범인 The Fall은 밴드 투어 중 데이먼 알반이 거의 전적으로 아이패드를 사용하여 만들었다. LUNA SEA의 2012년 싱글 "Rouge"의 뮤직 비디오는 전적으로 아이패드로 촬영되었다.
인기로 인해 "아이패드"라는 용어는 때때로 태블릿 컴퓨터의 일반적인 이름으로 사용된다.

## 같이 보기
- 아이패드 2
- 아이패드 (3세대)
- 갤럭시 탭
- 모토로라 줌
- 아이패드 (6세대)
- 아이패드 미니
- 아이패드 에어 (3세대)
- 아이패드 프로 7세대